# Troisfontaines
Pour les articles homonymes, voir Troisfontaines (homonymie).
Troisfontaines est une commune française située dans le département de la Moselle, en région Grand Est.
Cette commune se trouve dans la région historique de Lorraine et fait partie du pays de Sarrebourg.

## Géographie
La commune est composée de trois villages : Troisfontaines, Biberkirch et Vallérysthal.

### Accès
Une voie ferrée Sarrebourg - Vallėrysthal a été mise en service en 1892 via Hesse et Hartzviller, à dessein d’écouler l’importante production de la verrerie de Vallérysthal qui s’exportait alors dans le monde entier. Elle constituait l'aboutissement de la ligne de chemin de fer Sarrebourg - La Forge -
 Vallérysthal-Troisfontaines aujourd'hui déclassée et déposée. Cette ancienne voie ferrée a été reconvertie en piste cyclable.

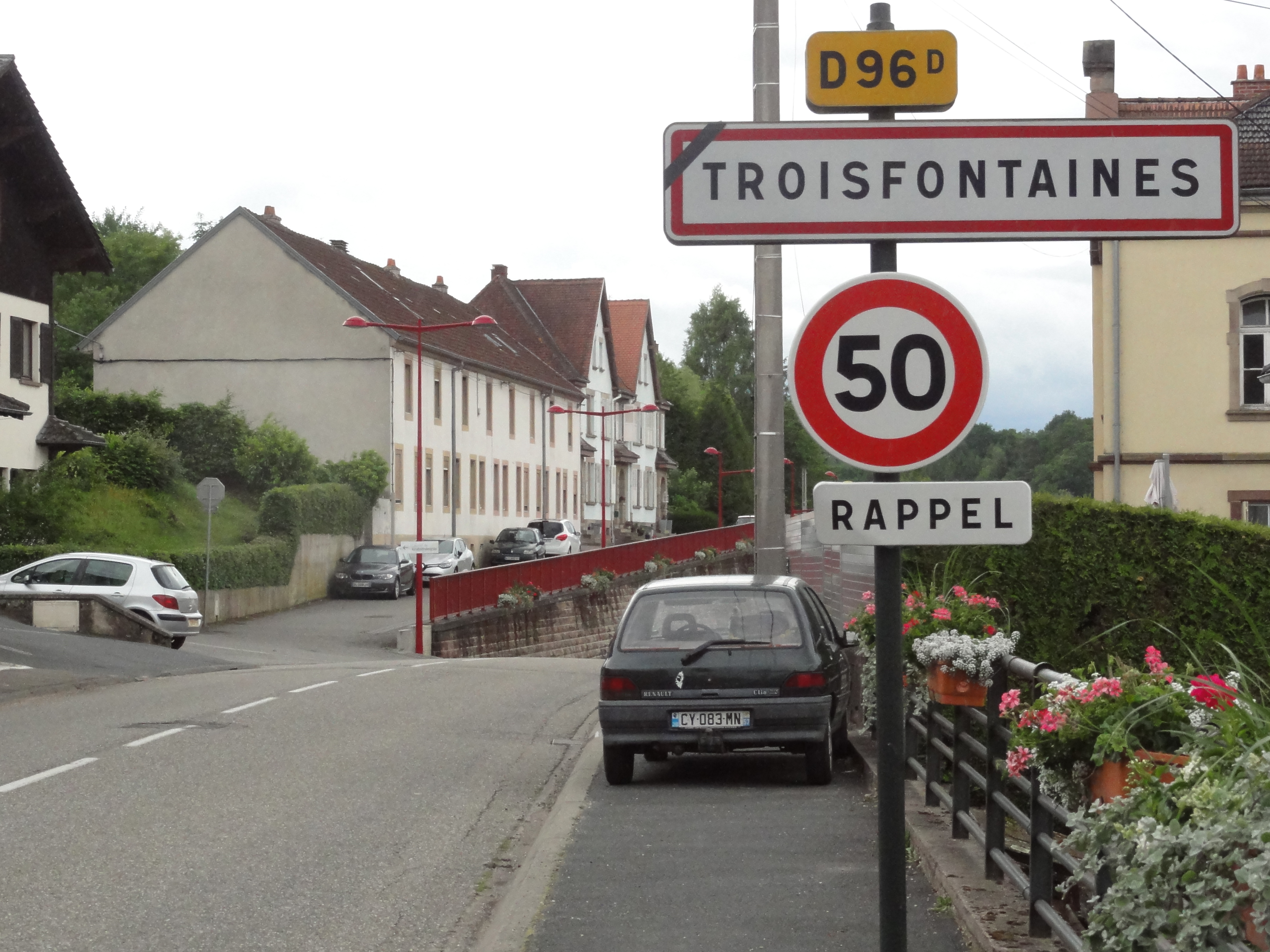
Entrée de Troisfontaines.
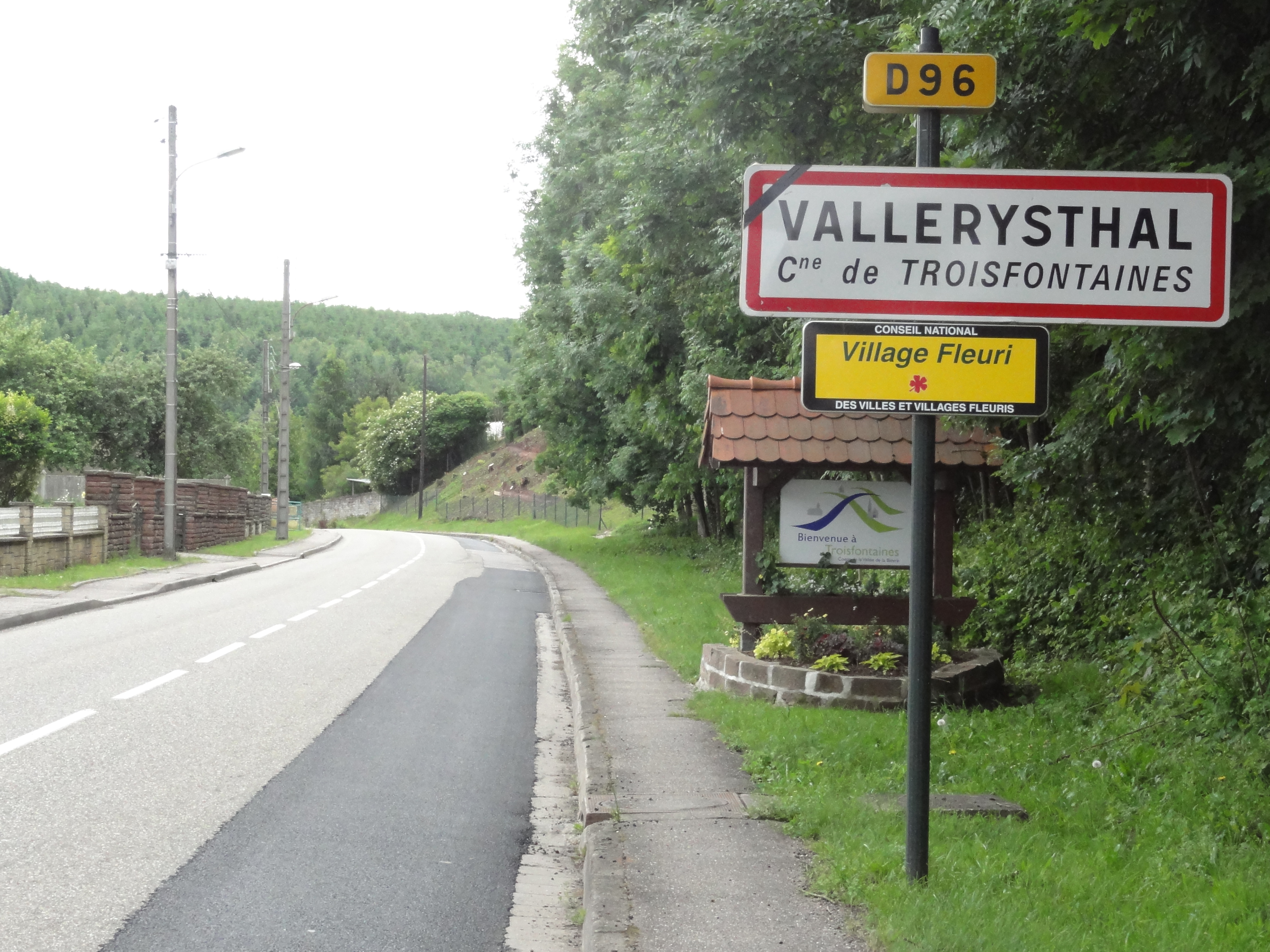
Entrée de Vallérysthal.

### Communes limitrophes
|             | Plaine-de-Walsch | Dabo Hommert |
| Hartzviller | Troisfontaines   | Harreberg    |
| Voyer       | Abreschviller    | Walscheid    |

### Hydrographie
La commune est située dans le bassin versant du Rhin au sein du bassin Rhin-Meuse. Elle est drainée par la Bièvre, le ruisseau de Krappenthal et le ruisseau le Schindelthal.
La Bièvre, d'une longueur totale de 24,8 km, prend sa source dans la commune de Walscheid et se jette  dans la Sarre à Sarraltroff, après avoir traversé neuf communes.

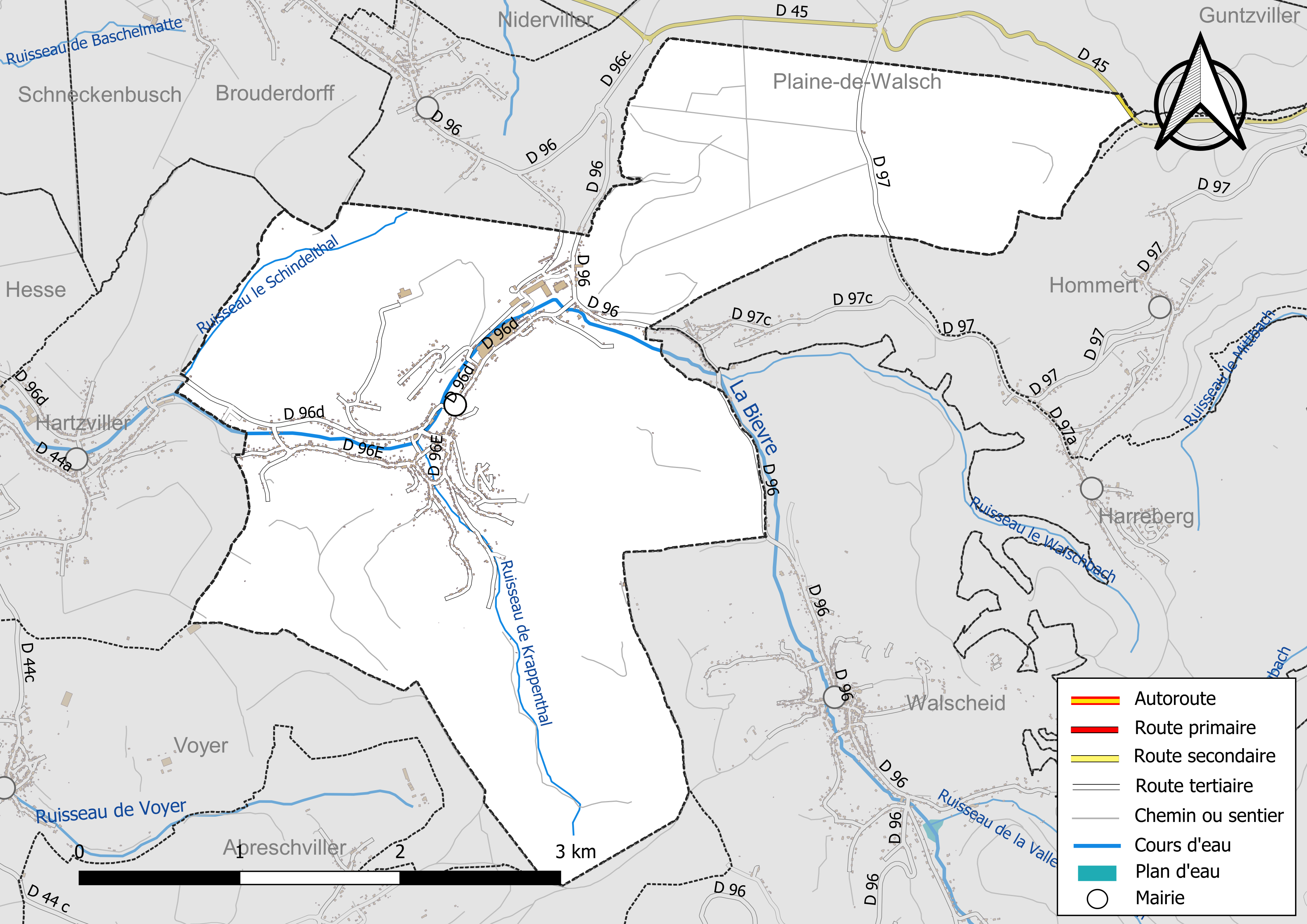
Réseaux hydrographique et routier de Troisfontaines.

La qualité des eaux des principaux cours d’eau de la commune, notamment de la Bièvre, peut être consultée sur un site spécial géré par les agences de l’eau et l’Agence française pour la biodiversité.

### Climat
Pour des articles plus généraux, voir Climat du Grand Est et Climat de la Moselle.
En 2010, le climat de la commune est de type climat de montagne, selon une étude du Centre national de la recherche scientifique s'appuyant sur une série de données couvrant la période 1971-2000. En 2020, Météo-France publie une typologie des climats de la France métropolitaine dans laquelle la commune est exposée à un climat semi-continental et est dans la région climatique  Vosges, caractérisée par une pluviométrie très élevée (1 500 à 2 000 mm/an) en toutes saisons et un hiver rude (moins de 1 °C). 
Pour la période 1971-2000, la température annuelle moyenne est de 9,6 °C, avec une amplitude thermique annuelle de 17 °C. Le cumul annuel moyen de précipitations est de 1 073 mm, avec 13 jours de précipitations en janvier et 10,5 jours en juillet. Pour la période 1991-2020, la température moyenne annuelle observée sur la station météorologique de Météo-France la plus proche, « Nitting_sapc », sur la commune de Nitting à 6 km à vol d'oiseau, est de 10,4 °C et le cumul annuel moyen de précipitations est de 993,7 mm. 
La température maximale relevée sur cette station est de 37,9 °C, atteinte le 25 juillet 2019 ; la température minimale est de −19,4 °C, atteinte le 26 décembre 2010,,. 
Les paramètres climatiques de la commune ont été estimés pour le milieu du siècle (2041-2070) selon différents scénarios d'émission de gaz à effet de serre à partir des nouvelles projections climatiques de référence DRIAS-2020. Ils sont consultables sur un site spécial publié par Météo-France en novembre 2022.

## Urbanisme

### Typologie
Au 1er janvier 2024, Troisfontaines est catégorisée bourg rural, selon la nouvelle grille communale de densité à sept niveaux définie par l'Insee en 2022.
Elle appartient à l'unité urbaine de Troisfontaines, une agglomération intra-départementale regroupant trois  communes, dont elle est ville-centre,,. Par ailleurs la commune fait partie de l'aire d'attraction de Sarrebourg, dont elle est une commune de la couronne,. Cette aire, qui regroupe 87 communes, est catégorisée dans les aires de 50 000 à moins de 200 000 habitants,.

### Occupation des sols
L'occupation des sols de la commune, telle qu'elle ressort de la base de données européenne d’occupation biophysique des sols Corine Land Cover (CLC), est marquée par l'importance des forêts et milieux semi-naturels (66,5 % en 2018), en diminution par rapport à 1990 (67,4 %). La répartition détaillée en 2018 est la suivante : 
forêts (58,1 %), terres arables (21,3 %), milieux à végétation arbustive et/ou herbacée (8,4 %), zones urbanisées (7,2 %), zones agricoles hétérogènes (2,4 %), zones industrielles ou commerciales et réseaux de communication (2,2 %), prairies (0,4 %). L'évolution de l’occupation des sols de la commune et de ses infrastructures peut être observée sur les différentes représentations cartographiques du territoire : la carte de Cassini (XVIIIe siècle), la carte d'état-major (1820-1866) et les cartes ou photos aériennes de l'IGN pour la période actuelle (1950 à aujourd'hui).

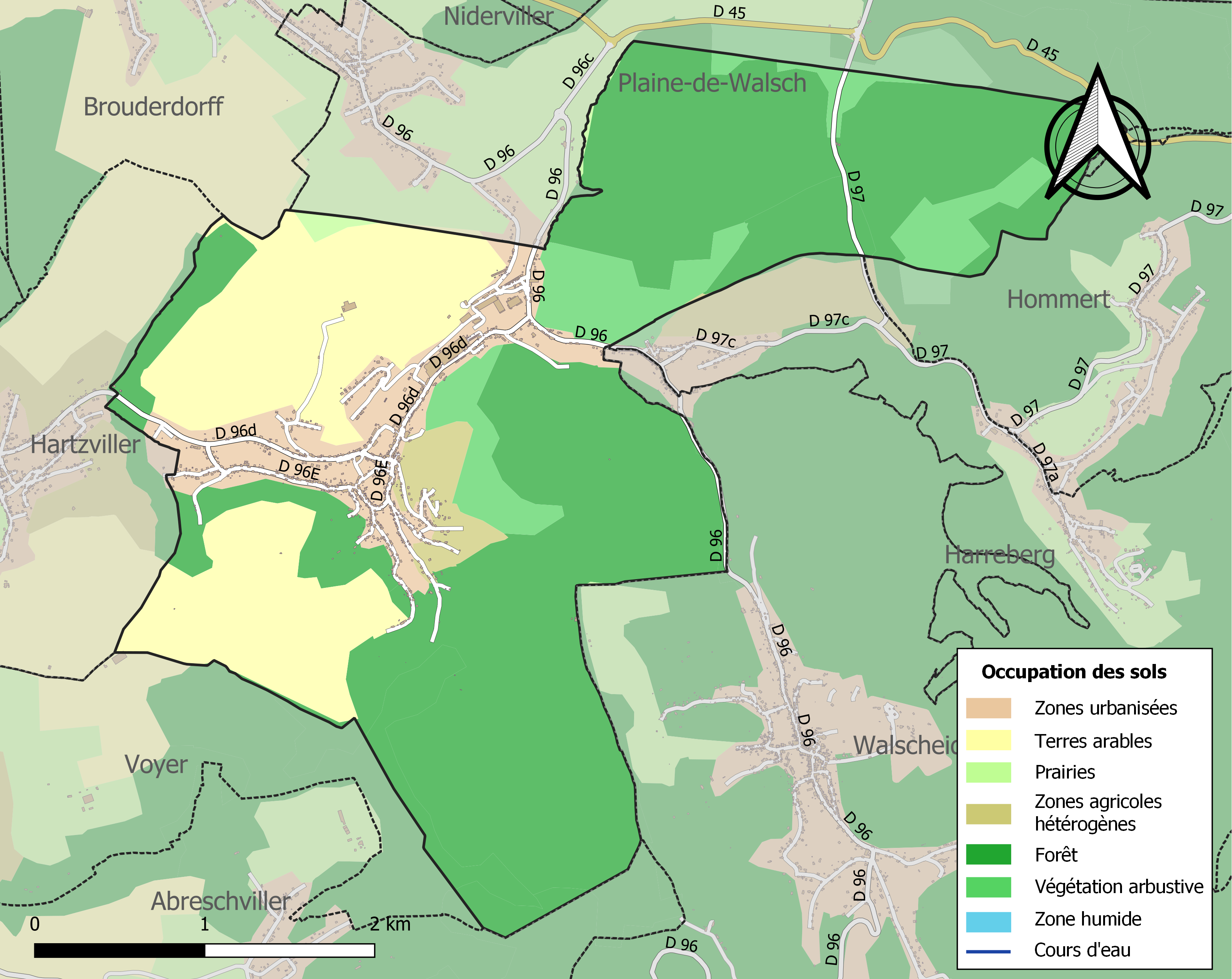
Carte des infrastructures et de l'occupation des sols de la commune en 2018 (CLC).

## Toponymie

### Étymologie
Le village possède trois fontaines mais son nom vient (dans le parler local) du glissement de l’appellation « trois fourneaux » (de verrerie) en « trois fontaines »[réf. nécessaire]. Cependant, un monument est consacré à "trois fontaines" sur la place de la Hoffe (fondé en 2005-2006).

### Anciennes mentions
- Troisfontaines : Dreybronn (?), Trois Fontaines (1793), Stoock (1801), Troisfontaines (1967)[15].
- Biberkirch : Villa-Biberaca (719), Biberkirich (1779), Bieverkirch (Cassini), Bieberskirch[16], Biberkirich (1801).

## Histoire
Le territoire de la commune était habité au temps préhistorique et à l'époque gallo-romaine.
Une verrerie fondée en 1699 est à l'origine de la création de Troisfontaines.
Le village fut entièrement détruit pendant la guerre de Trente Ans puis repeuplé au 17e et 18e siècles par incitation financière (dispense d’impôt pour qui reconstruisait une habitation ruinée). Troisfontaines étant à cette époque germanophone, les efforts de repeuplement portaient sur l'attrait de populations germanophones telles que des Suisses, Bavarois et Tyroliens.
Une nouvelle verrerie d'une plus grande importance fut créée en 1707. Par la suite en 1892, la commune fut reliée au réseau de chemin de fer.
L'église ne date que du début du XXe siècle. Auparavant, Troisfontaines ainsi que Hartzviller faisaient partie de la paroisse de Biberkirch où se trouvait l'église.
Le 30 décembre 1967, la commune de Troisfontaines fusionne avec celle de Biberkirch.
Le 26 décembre 1999, Troisfontaines est frappée par la tempête Lothar ; celle-ci ravage une grande partie des forêts, surtout celle du côté de  Vallérysthal.

## Population et société

### Démographie
L'évolution du nombre d'habitants est connue à travers les recensements de la population effectués dans la commune depuis 1793. Pour les communes de moins de 10 000 habitants, une enquête de recensement portant sur toute la population est réalisée tous les cinq ans, les populations de référence des années intermédiaires étant quant à elles estimées par interpolation ou extrapolation. Pour la commune, le premier recensement exhaustif entrant dans le cadre du nouveau dispositif a été réalisé en 2008.

En 2022, la commune comptait 1 259 habitants, en évolution de −1,56 % par rapport à 2016 (Moselle : +0,52 %, France hors Mayotte : +2,11 %).
| 1793 | 1800 | 1806 | 1821 | 1831 | 1836 | 1841 | 1846 | 1851 |
| ---- | ---- | ---- | ---- | ---- | ---- | ---- | ---- | ---- |
| 300  | 371  | 368  | 417  | 480  | 593  | 771  | 787  | 793  |

| 1856 | 1861 | 1871 | 1875 | 1880  | 1885  | 1890 | 1895  | 1900  |
| ---- | ---- | ---- | ---- | ----- | ----- | ---- | ----- | ----- |
| 730  | 814  | 912  | 927  | 1 114 | 1 104 | 985  | 1 036 | 1 424 |

| 1905  | 1910  | 1921  | 1926  | 1931  | 1936  | 1946 | 1954  | 1962  |
| ----- | ----- | ----- | ----- | ----- | ----- | ---- | ----- | ----- |
| 1 504 | 1 335 | 1 200 | 1 128 | 1 054 | 1 026 | 965  | 1 001 | 1 080 |

| 1968  | 1975  | 1982  | 1990  | 1999  | 2006  | 2008  | 2013  | 2018  |
| ----- | ----- | ----- | ----- | ----- | ----- | ----- | ----- | ----- |
| 1 552 | 1 413 | 1 344 | 1 342 | 1 315 | 1 281 | 1 271 | 1 286 | 1 266 |

| 2022  | - | - | - | - | - | - | - | - |
| ----- | - | - | - | - | - | - | - | - |
| 1 259 | - | - | - | - | - | - | - | - |

### Sports
- Piste cyclable d'environ 12 km reliant Troisfontaines à Sarrebourg, reprenant l’ancienne voie de chemin de fer Vallerysthal - Sarrebourg.
- TCVB, Trial Club de la Vallée de la Bièvre ; une manche du Championnat du monde de trial s'est déroulée à Troisfontaines.
- CLUB DE TIR La vigilante.
- Club de tennis de table

## Économie
- verrerie Schott VTF, anciennement Verrerie de Troisfontaines, Glashútte van Driebrunnen, fondée en 1848, 340 employés (2020), produit des verres pour appareils photo, projection numérique, terminaux mobiles et des verres de protection

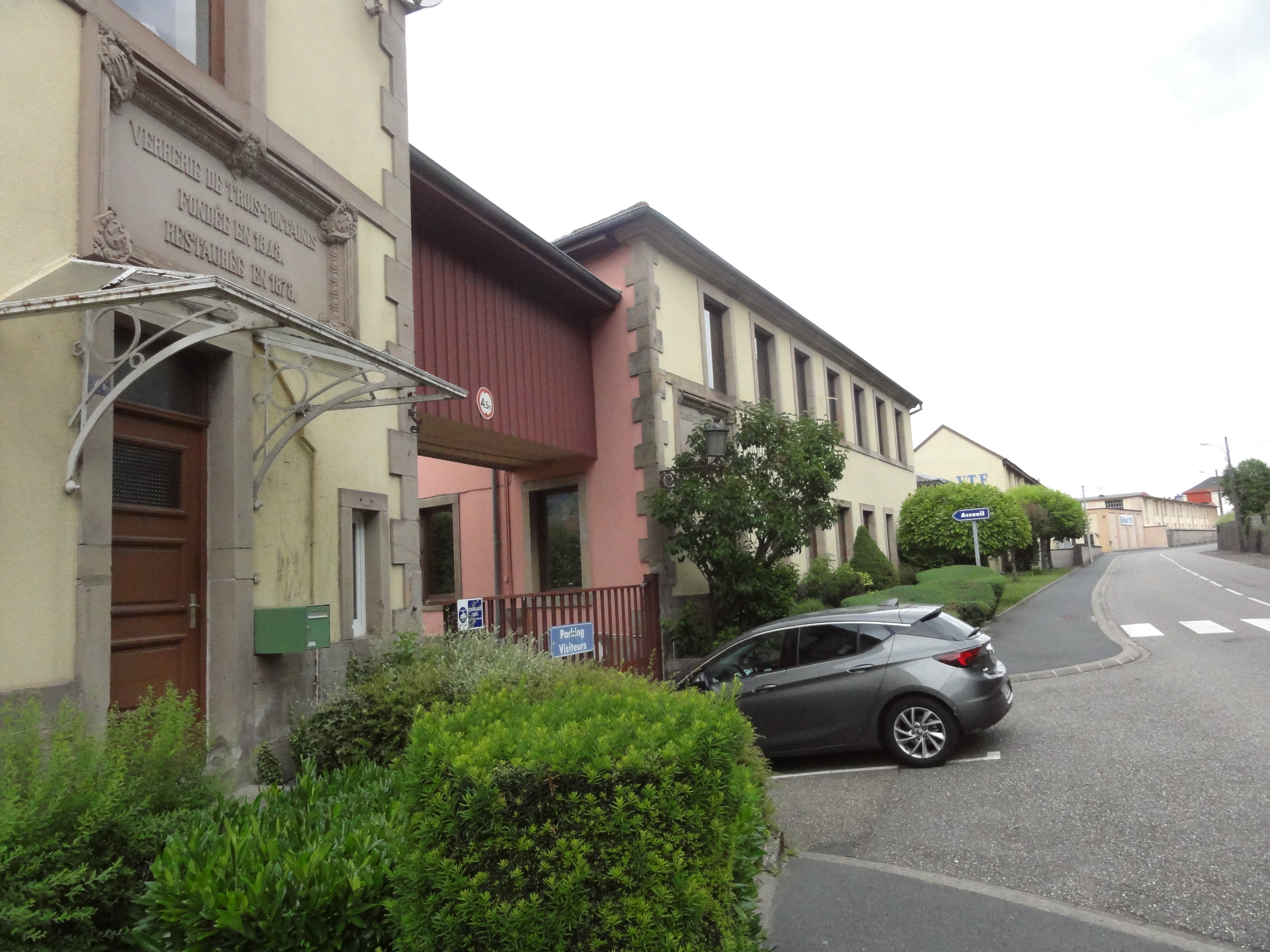
verrerie de Troisfontaines
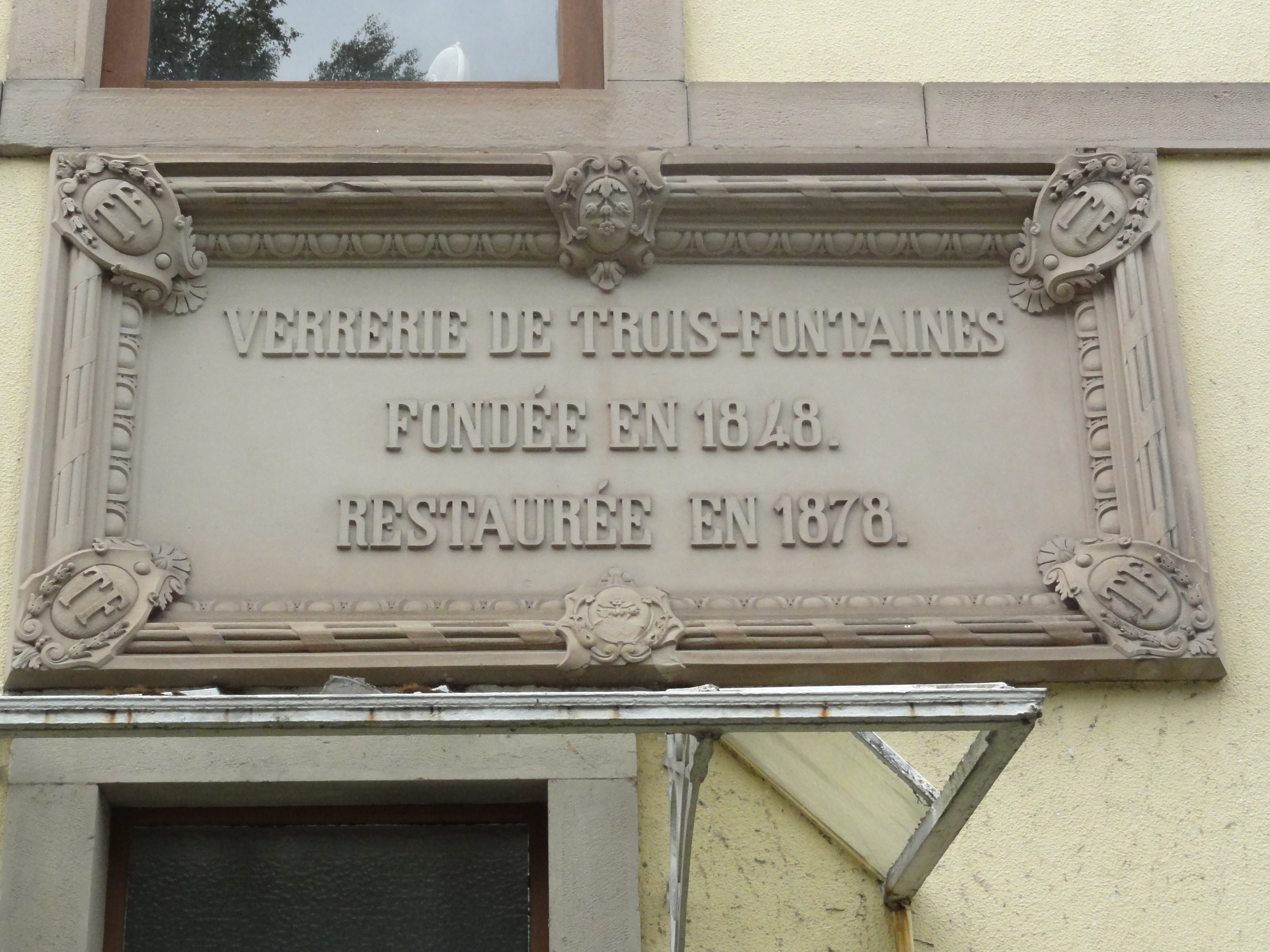
Dessus de porte, verrerie de Troisfontaines
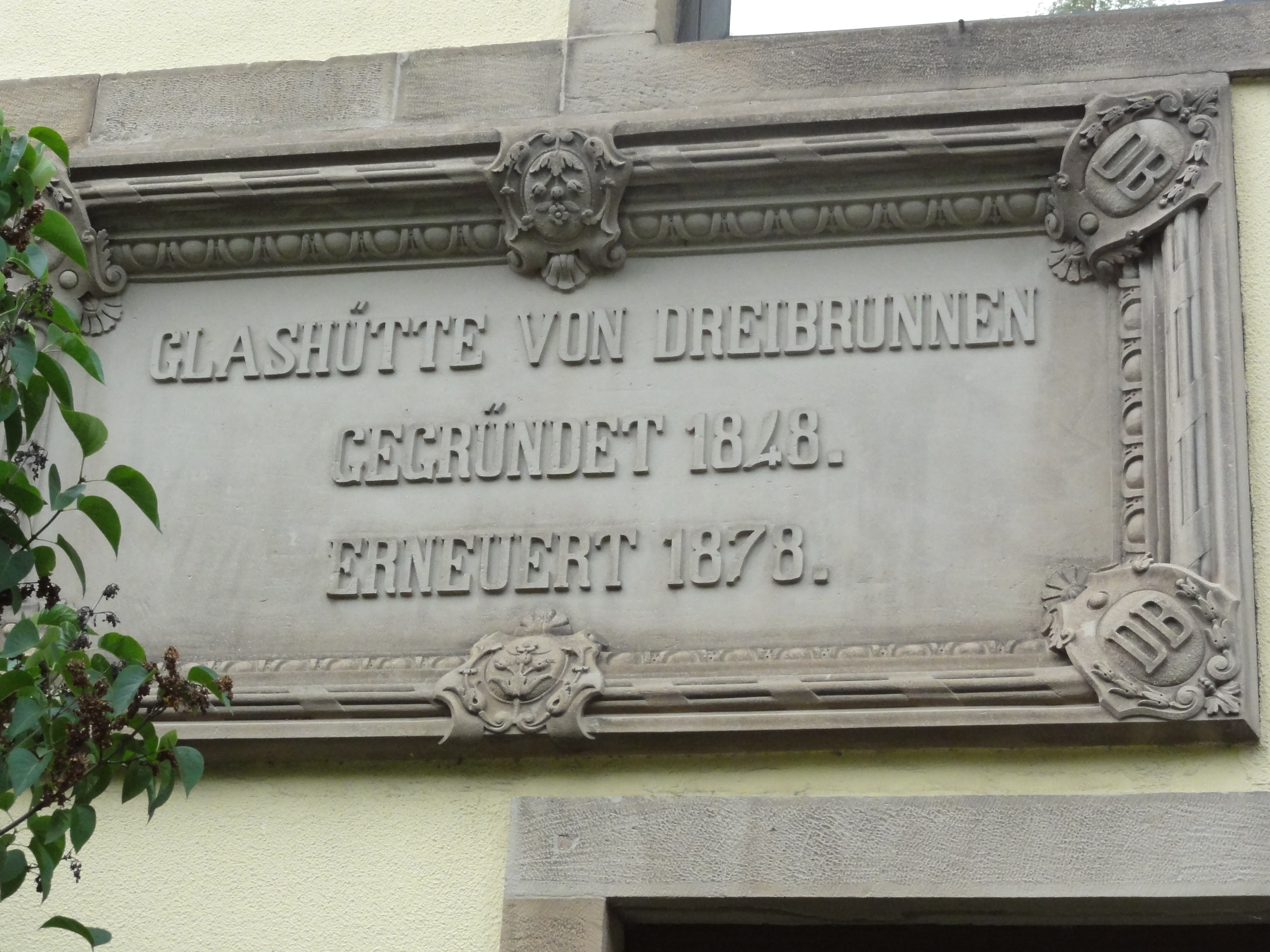
Dessus de porte, Glashütte von Dreibrunnen

- distillerie du castor ;
- vitrerie ;
- cristallerie de Vallérysthal ;
- distillerie ;
- nombreux commerces ;
- bâtiment multiservices : garderie, cabinets médicaux, la Poste, distributeur automatique, halte-garderie ;
- un autre multiservices : coiffeur, boulangerie et salon de thé, restauration, cabinet infirmières et bureau de tabac.
- pharmacie, dentistes, kinés.
- Station essence
- Tatoueur
- Ferme laitière
- Auto/moto-école
- Agence Immobilière.

## Culture locale et patrimoine

### Lieux et monuments

#### Musées

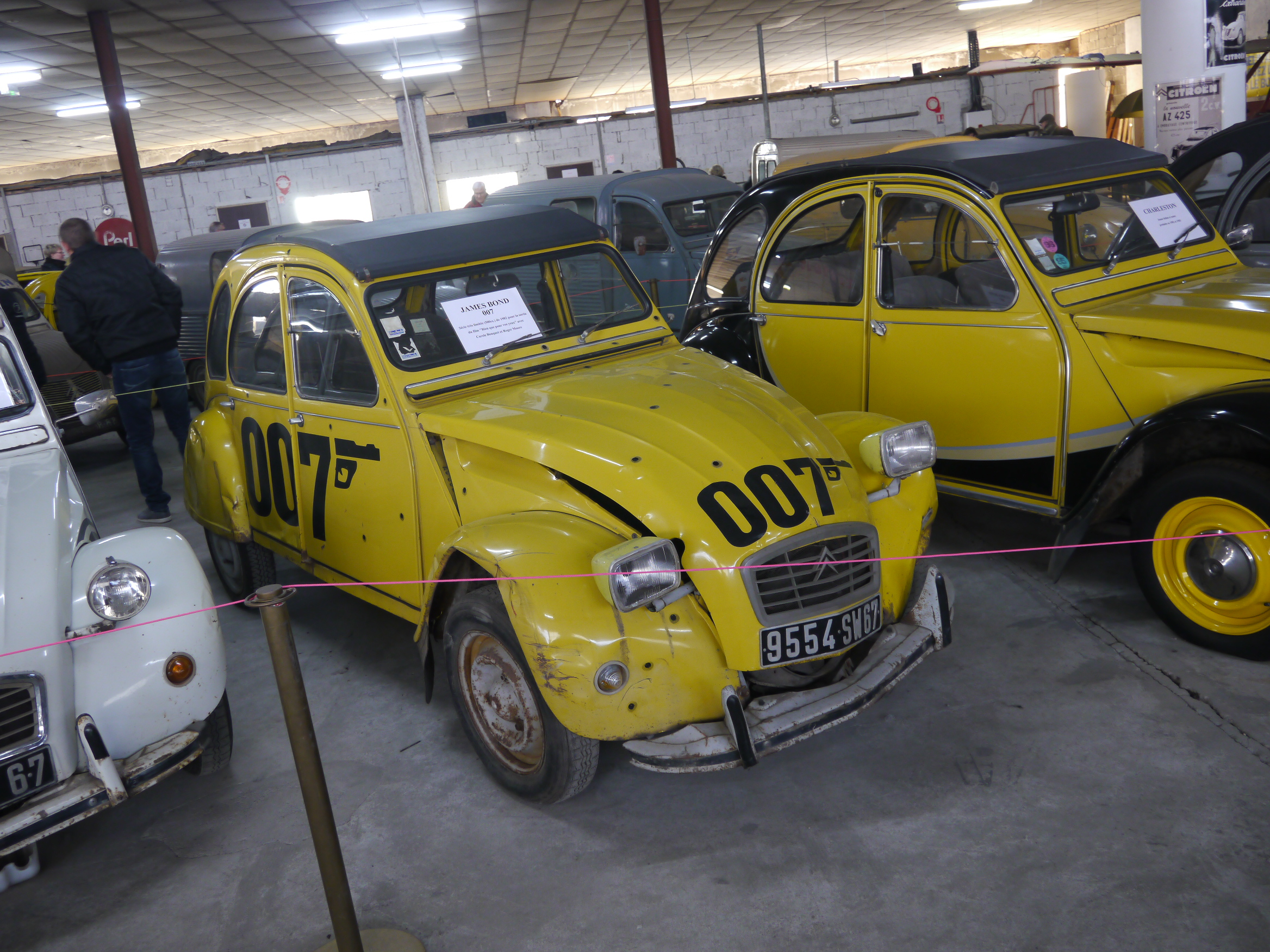
Musée de la 2 CV.

- Musée de la 2 CV : musée associatif fondé en 1998, consacré à la Citroën 2 CV et ses dérivés. Le musée présente 80 véhicules représentatifs ou d'exception[20].

#### Édifices civils
- Pierres tombales préhistoriques ;
- Vestiges gallo-romains : fragments de stèles, bas-relief de Mercure, statue d'un dieu cavalier (visible au musée du pays de Sarrebourg) ;
- Ancien moulin de la Croix ;
- Cristallerie de Vallérysthal (1699), une des plus anciennes manufactures françaises de cristal, spécialisée dans la gobeleterie et renommée pour son cristal supérieur (plus de 30 % de plomb). Elle compte jusqu'à 1300 salariés en 1905 et est toujours en activité. Elle collabore avec des artistes en réalisant par exemple des compressions de César ou trois saxophones collés en cristal pour Arman ;
- Statue des trois fontaines installées au centre du village place de la Hoffe ;

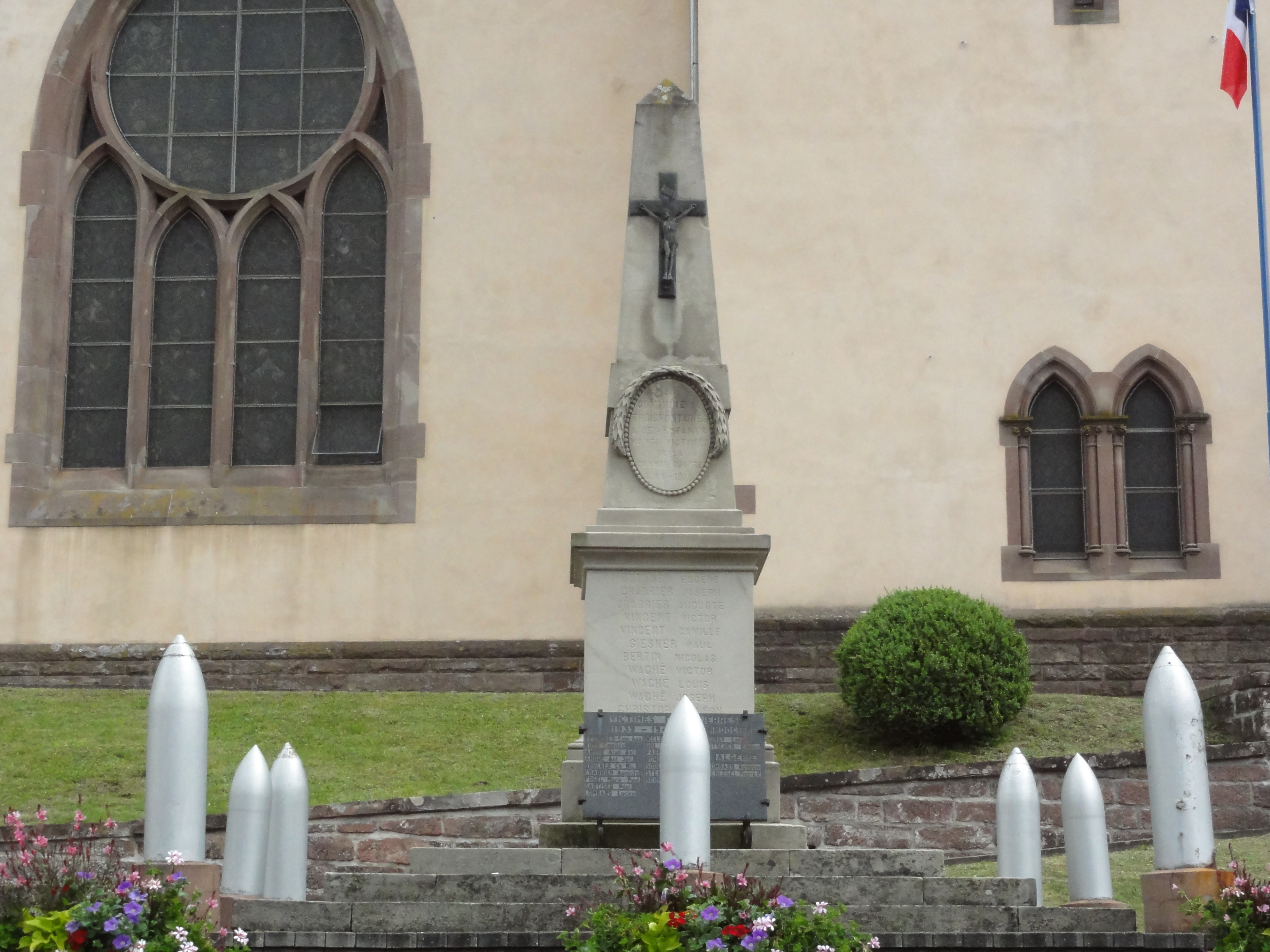
Monument aux morts de Troisfontaines.

- Monument aux morts ;
- Ancienne gare.

#### Édifices religieux
- Église Saint-Léon-IX, néo-gothique 1914 de Troisfontaines ;
- Église Saint-Nicolas de Biberkirch 1719 et 1836 : autels et orgue XVIIIe siècle ;
- Chapelle Saint-Augustin de Vallérysthal XIXe siècle néo-gothique.Première pierre posée en 1884 ;
- Statue du Sacré-Cœur de Troisfontaines ;
- Grotte de Lourdes de Vallérysthal.

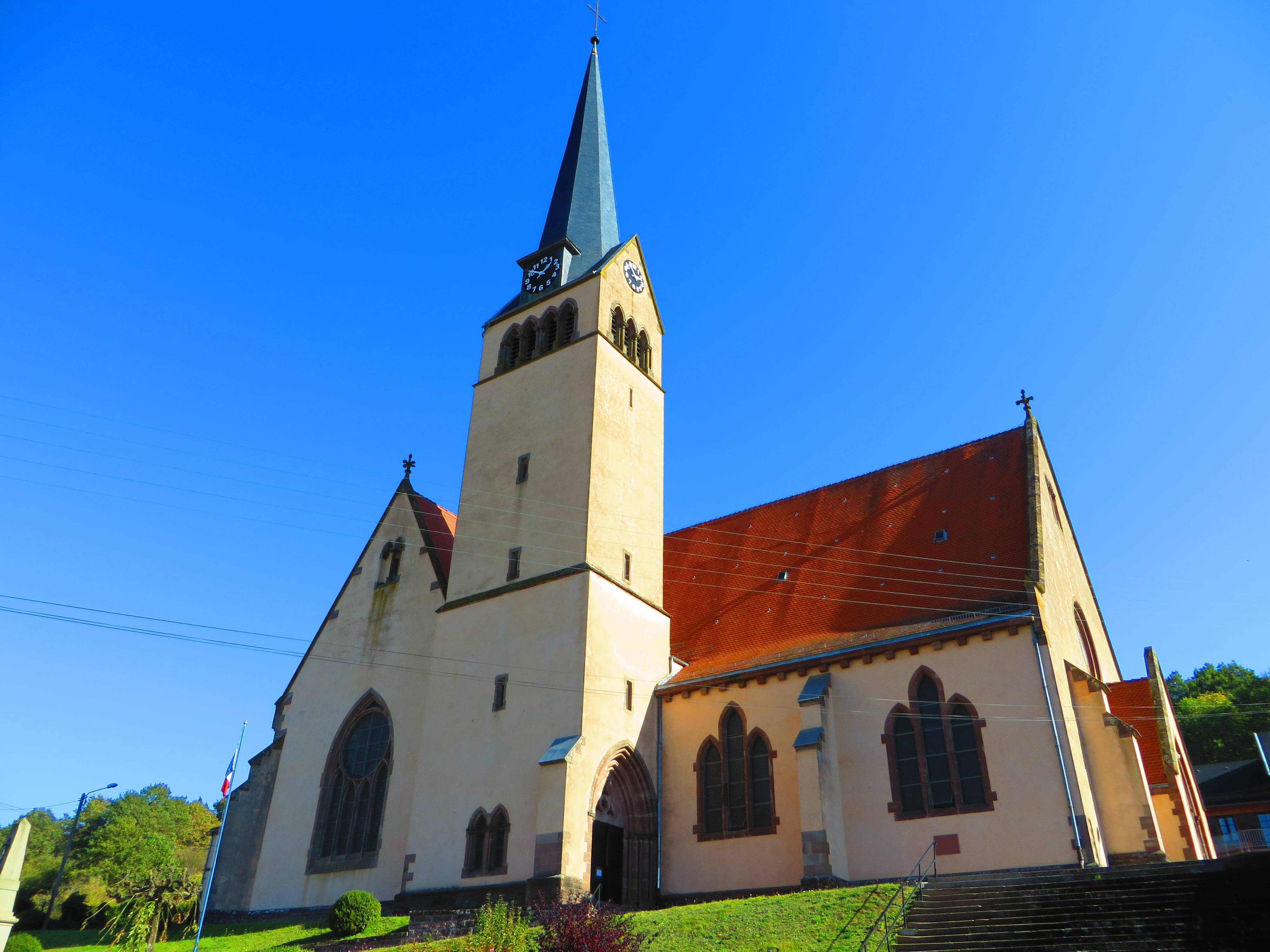
Troisfontaines Église Saint-Léon-IX.
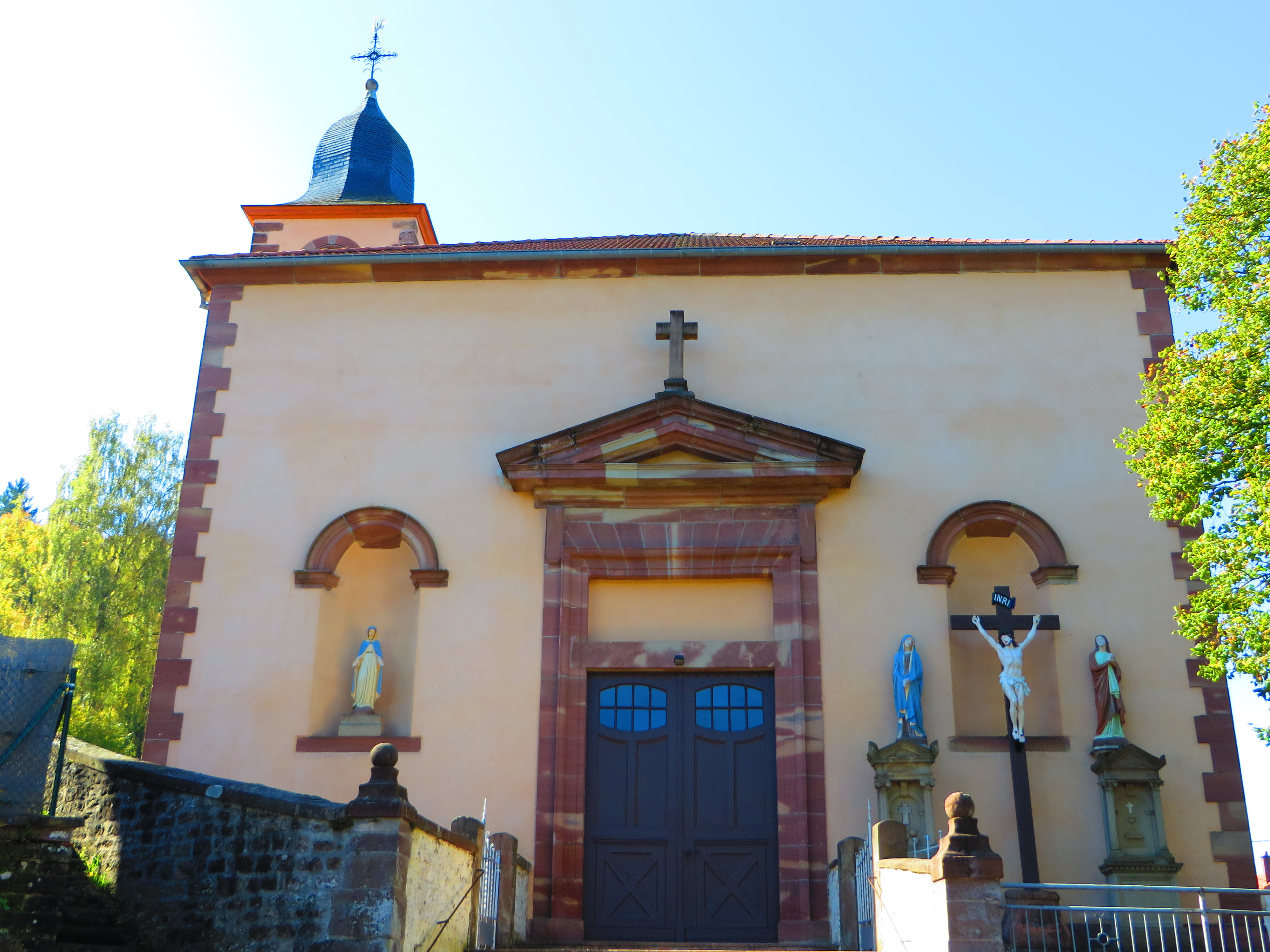
Biberkirch Église Saint-Nicolas.
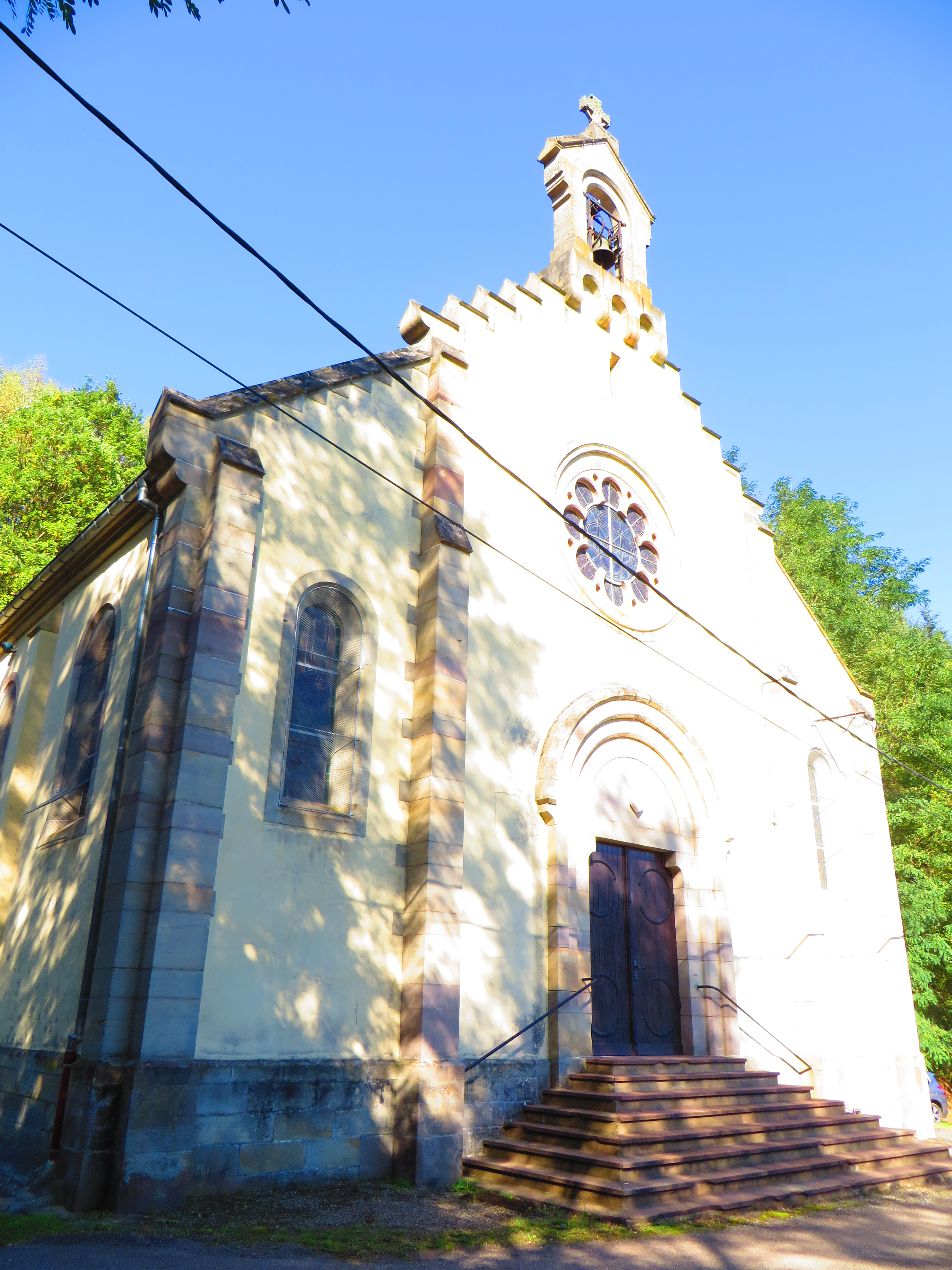
Vallérysthal Chapelle Saint-Augustin.
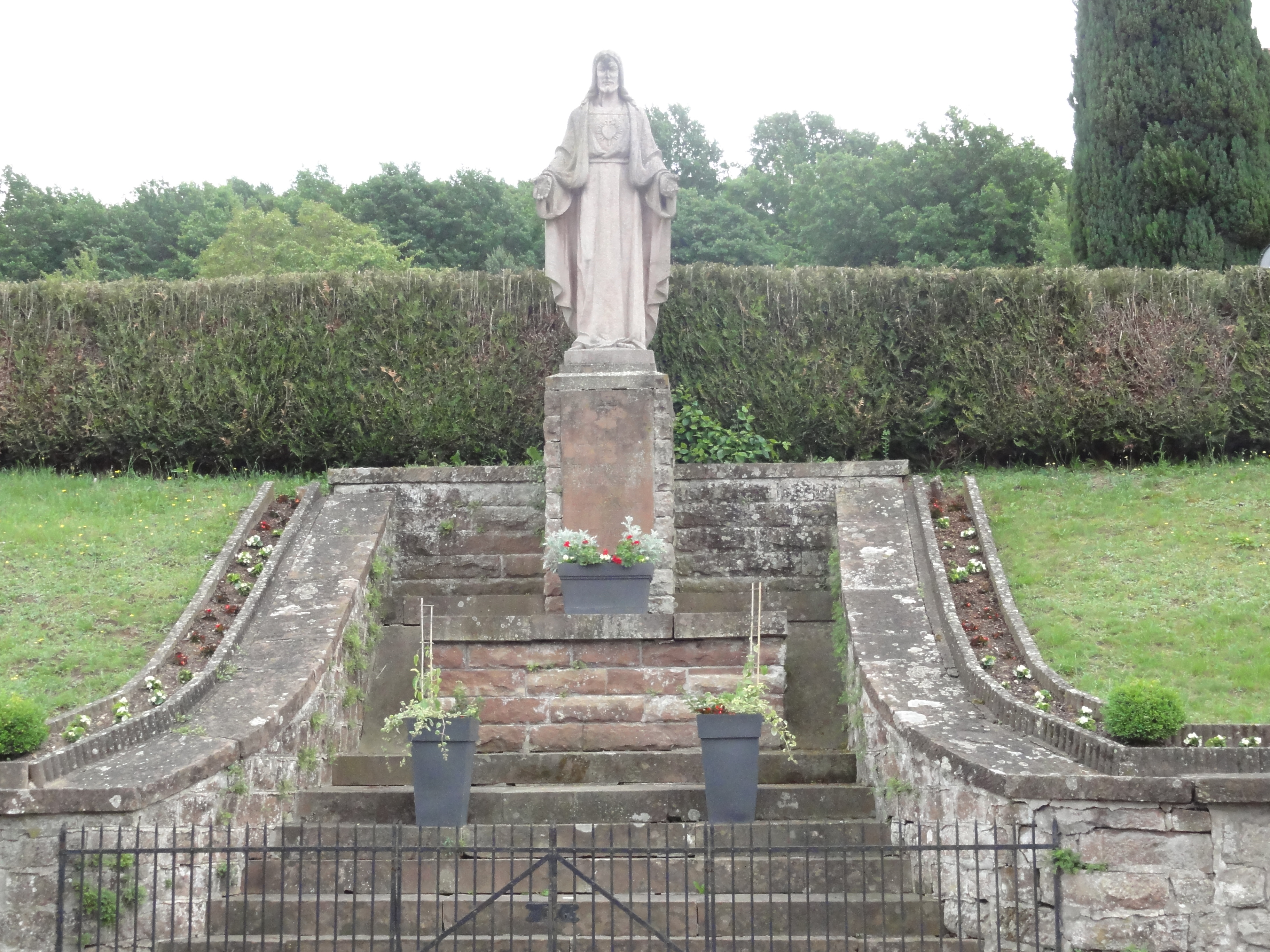
Statue du Sacré-Cœur.
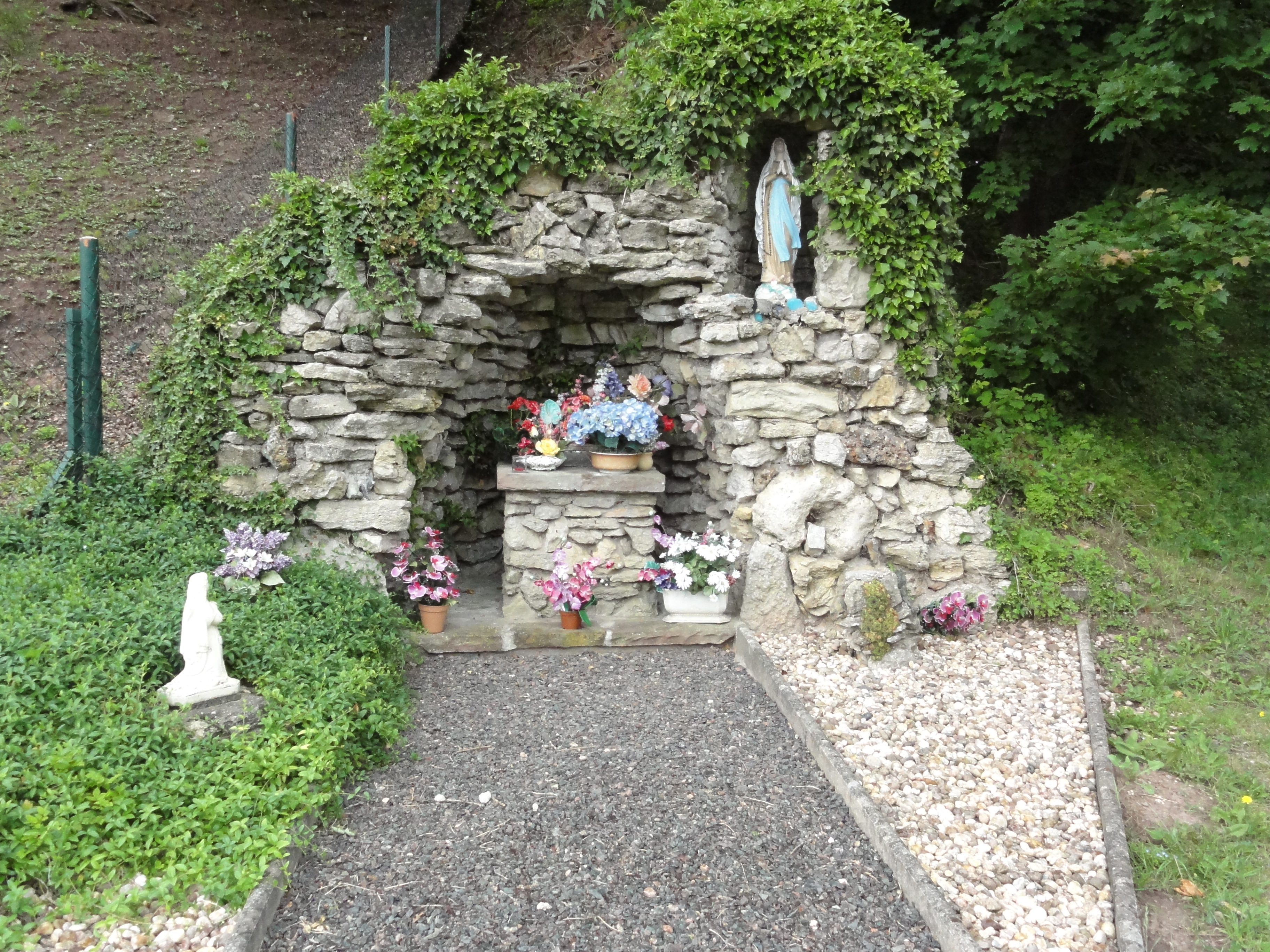
Grotte de Lourdes.

### Patrimoine naturel
- L'étang de Vallérysthal : une zone de loisirs a été aménagée (pêche, pétanque, barbecue, aire de pique-nique, promenade) ;
- Les parcs aux alpagas : une association gère depuis 2009 plusieurs parcs répartis sur le village où logent une trentaine de bêtes.

### Personnalités liées à la commune
- Le pape Léon IX serait né près de Troisfontaines. Il a donné son nom à l'église de la paroisse ;
- Isabelle Krumacker (1955), élue Miss Lorraine (1972), puis Miss France (1973), née à Troisfontaines où elle est revenue vivre.

### Héraldique
| Blason de Troisfontaines | Blason  | D'or à trois fasces ondées d'azur, au lion du même, armé lampassé et couronné d'or brochant sur le tout. |
| Blason de Troisfontaines | Détails | Le statut officiel du blason reste à déterminer.                                                         |

## Pour approfondir